# Johannes Reiske
Johannes Reiske, latinisiert Reiskius, (* 25. Mai 1641 in Gera; † 20. Februar 1701 in Wolfenbüttel) war ein deutscher Pädagoge und Historiker.

## Leben und Wirken
Johannes Reiske besuchte das Gymnasium in Gera und studierte an der Universität Jena. Von 1672 an war er zunächst Rektor der fürstlichen Schule in Weimar, danach Rektor am Johanneum Lüneburg und schließlich von 1679 bis zu seinem Tod im Jahr 1701 Rektor des Gymnasiums Großen Schule Wolfenbüttel.
Neben seiner erfolgreichen Tätigkeit als Schulleiter beruht Reiskes bleibende Bedeutung vor allem auf seinen historischen Arbeiten. Als Polyhistor befasste er sich in seinen rund 34 Schriften unter anderem mit pädagogischen, theologischen, philologischen, historischen und naturkundlichen Fragen. Von überregionalem Interesse ist seine 1696 publizierte Schrift über das Notfeuer, die noch heute als Pionierleistung gilt.
Für die Stadtgeschichte Wolfenbüttels und die braunschweigische Landesgeschichte spielt seine „Geschichte der Wolfenbüttelschen Burg [und] Stadt“ eine wichtige Rolle, die in den Jahren 1686ff. entstand. Das lateinische Manuskript mit dem Originaltitel Historia Wolfenbüttelensis castri, urbis et viciiae in tres diversas periodos digesta blieb ungedruckt; von den vier überlieferten Abschriften befindet sich eine im Bestand des Niedersächsischen Staatsarchivs Wolfenbüttel. Reiskes 256-seitige Stadtchronik ist in 23 Kapitel unterteilt und mit umfangreichen Quellen- und Literaturangaben versehen. Im Mittelpunkt stehen Genealogie sowie Leben und Taten der Herrscher der Orts- bzw. Burg- und Residenzregion Wolfenbüttel.
Reiske pflegte vielfältige Kontakte, z. B. zu Gottfried Wilhelm Leibniz, mit dem er über die Geschichte Wolfenbüttels korrespondierte.
Im Jahr 1684 (und dann 1687) veröffentlichte er eine Schrift, in der er mit philosophischen Argumenten (er war Anhänger des Aristotelismus) die zutreffende These von Nicolas Steno und Fabio Colonna vom organischen Ursprung von Fossilien (Glossopetren) zu widerlegen versuchte.

## Werke (Auswahl)
- De glossopetris Lüneburgensibus ad [...] Joh. Georg. Hieronymi [...] epistolica commentatio cum appendice addendisque aliis sub finem, Leipzig 1687
- Kurtze so wohl historische als vernunfftmässige Untersuchung, des beym alten teutschen gebräuchlichen heydnischem Nodfyrs, und des daher aufgekommenen heutigen Nothfeurs, Frankfurt 1696